# Кожелуг, Йосеф
Йо́сеф Ко́желуг (чеш. Josef Koželuh; 15 февраля 2002, Пльзень) — чешский футболист, защитник чешского «Слована».

## Клубная карьера
Кожелуг начал заниматься футболом в детских клубах «Штеновице» и «Петрин Пльзень», после чего в 2013 году перешёл в академию пльзеньской «Виктории», где провёл восемь лет. В 2021 году подписал профессиональный контракт с «Викторией», однако за основную команду не дебютировал.
В том же году отправился в аренду в пражский клуб «Виктория Жижков», выступавший в Первой лиге Чехии, где провёл 13 матчей и забил 1 гол. В 2022 году был отдан в аренду в «Хрудим», где провёл полный сезон, сыграв 25 матчей.
В январе 2023 года Кожелух перешёл в «Зброёвку», за которую провёл 21 матч во второй половине сезона 2022/23.
Летом 2024 года подписал контракт со «Слованом» Либерец. В сезоне 2024/25 дебютировал в чешской Первой лиге и к весне 2025 года провёл 9 матчей в чемпионате.

## Карьера в сборной
Выступал за юношеские сборные Чехии различных возрастов — от U15 до U20. С 2021 по 2025 год выступал за молодёжную сборной Чехии, за которую провёл несколько матчей, включая квалификационные игры к чемпионату Европы среди молодёжных команд.
5 июня 2025 года был включен в окончательную заявку молодёжной сборной на молодёжный чемпионат Европы 2025.